# Stephen Gerard Bowen
Pour les articles homonymes, voir Bowen.
Stephen Gerard Bowen, né le 13 février 1964 à Cohasset (Massachusetts), est un sous-marinier de l'US Navy et astronaute de la NASA. Il est le second sous-marinier à partir dans l'espace.

## Carrière d'astronaute
Stephen Bowen est le premier officier sous-marinier de la marine sélectionné par la NASA pour intégrer le corps d'astronautes. Il a participé à la mission STS-126, durant laquelle il effectua 3 sorties extravéhiculaires (EVA) et a pris part à la mission STS-132 qui a eu lieu en mai 2010. En participant à STS-132 et STS-133, Bowen devint le premier et seul astronaute à voler sur deux missions consécutives de la navette spatiale américaine, sur les 355 astronautes ayant participé au programme.
En décembre 2021 il est sélectionné pour commander la mission SpaceX Crew-6.

## Vols réalisés
- Endeavour STS-126, lancée le 14 novembre 2008 : Livraison d'équipements permettant d'accroître la capacité d'accueil de la station spatiale.
- Atlantis STS-132, lancée le 14 mai 2010 : remplacement des batteries de la Station spatiale internationale.
- Discovery STS-133, lancée le 24 février 2011 : dernière mission de la navette spatiale Discovery.
- SpaceX Crew-6, lancée le 2 mars 2023, pour participer aux expéditions 68 et 69 de la Station spatiale internationale.

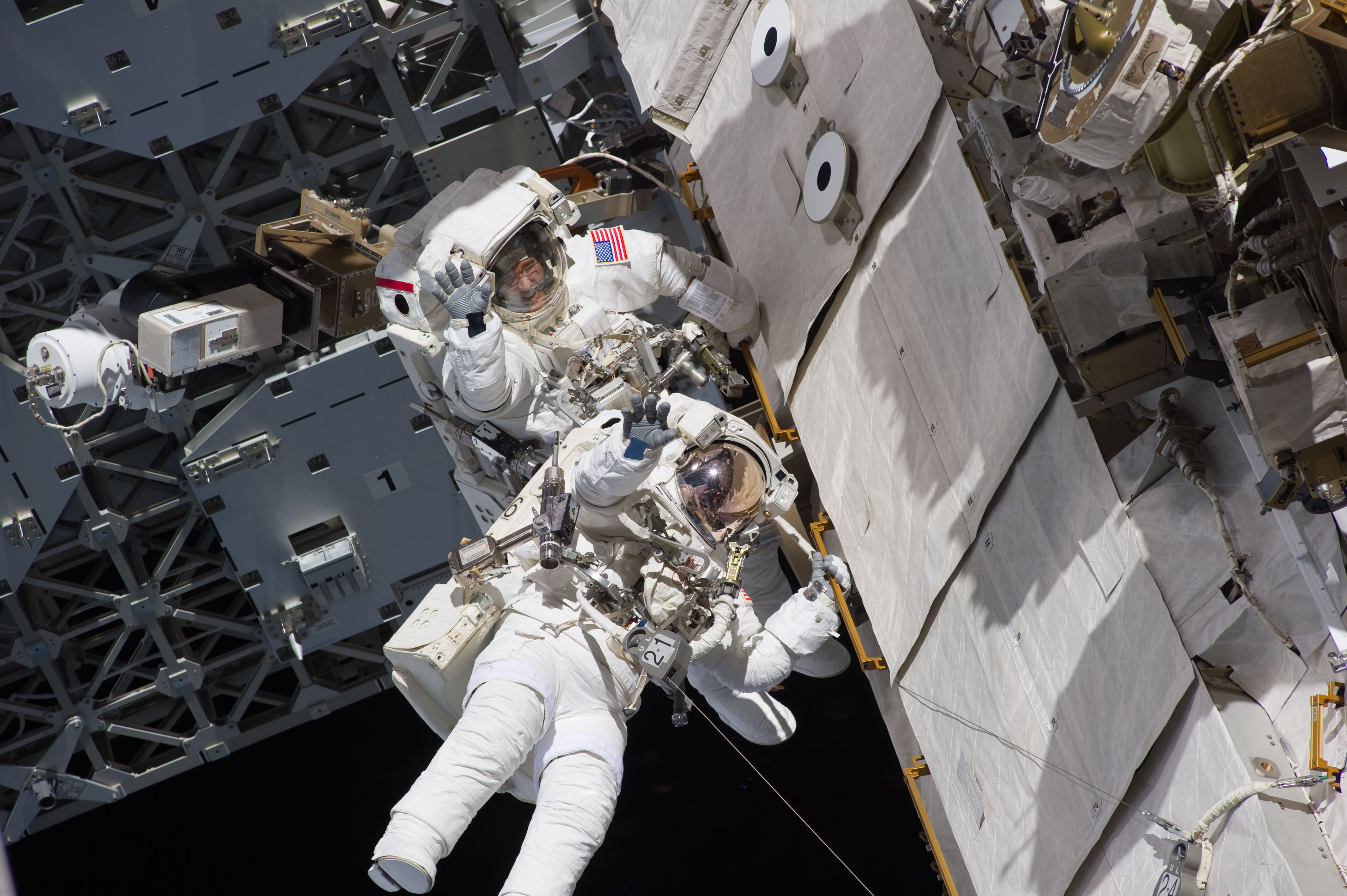
Steve Bowen et Alvin Drew lors d'une sortie extravéhiculaire pendant la mission STS-133.